# Hans Walther (Onomastiker)
Hans Walther (* 30. Januar 1921 in Oberfrohna; † 9. Juli 2015 in Leipzig) war ein deutscher Namenforscher.
Hans Walther legte 1939 sein Abitur ab und musste zunächst beim Reichsarbeitsdienst und später als Soldat der Wehrmacht im Zweiten Weltkrieg Pflichtdienste ableisten. 1944 trat er in die NSDAP ein. 1945/46 belegte er einen Kurs zum Neulehrer und war kurzzeitig als solcher tätig. Noch 1946 begann er mit dem Studium der Geschichtswissenschaft, Germanistik und Anglistik an der Universität Leipzig (ab 1953 Karl-Marx-Universität). Nach der Beendigung des Studiums trat er eine Stelle als planmäßiger wissenschaftlicher Aspirant an. Die Promotion erfolgte im September 1955 bei Heinrich Sproemberg und Hellmut Kretzschmar mit einer Arbeit zum Thema Die Orts- und Flurnamen des Kreises Rochlitz. Ein Beitrag zur Sprach- und Siedlungsgeschichte Westsachsens. Im Dezember 1968 habilitierte er sich mit der Arbeit Namenkundliche Beiträge zur Siedlungsgeschichte des Saale-/Elbegebietes bis zum Ende des 9. Jahrhunderts. Gutachter waren Karl Czok, Rudolf Große und Rudolf Fischer. 1975 wurde Walther Dozent, 1978 Professor für Namenforschung und Siedlungsgeschichte an der Karl-Marx-Universität. 1986 wurde er emeritiert.
Walther machte sich um die Erforschung von Siedlungs- und Flurnamen insbesondere des südlichen Raumes der früheren DDR verdient.

## Schriften
- mit Ernst Eichler und Elisabeth Lea: Die Ortsnamen des Kreises Leipzig. Niemeyer, Halle 1960 (Deutsch-slawische Forschungen zur Namenkunde und Siedlungsgeschichte, Nr. 8).
- Namenkunde und Archäologie im Dienste der frühgeschichtlichen Forschung. In: Probleme des frühen Mittelalters in archäologischer und historischer Sicht. Berlin 1966, S. 55–65.
- Namenkundliche Beiträge zur Siedlungsgeschichte des Saale- und Mittelelbegebietes bis zum Ende des 9. Jahrhunderts. Akademie, Berlin 1971 (Deutsch-slawische Forschungen zur Namenkunde und Siedlungsgeschichte, Nr. 26).
- Gesellschaftsentwicklung und Namenwandel. Uppsala universitet, Uppsala 1978 (Ortnamn och samhälle 3).
- mit Ernst Eichler: Untersuchungen zur Ortsnamenkunde und Sprach- und Siedlungsgeschichte des Gebietes zwischen Mittlerer Saale und Weisser Elster. Akademie, Berlin 1984 (Deutsch-slawische Forschungen zur Namenkunde und Siedlungsgeschichte, Nr. 35).
- (Hrsg.): Namenforschung in der Deutschen Demokratischen Republik (1949–1984). Ein Forschungsbericht. Karl-Marx-Universität, Leipzig 1984 (Namenkundliche Informationen, H. 45).
- mit Ernst Eichler: Städtenamenbuch der DDR. Bibliographisches Institut, Leipzig 1986, ISBN 3-323-00007-2.
- Zur Namenkunde und Siedlungsgeschichte Sachsens und Thüringens. Ausgewählte Beiträge 1953–1991. Reprintverlag Leipzig im Zentralantiquariat, Leipzig 1993, ISBN 3-7463-1694-4.
- Kleines Straßenlexikon der Stadt Gotha. Einschliesslich der Vororte Boilstädt, Siebleben, Sandhausen, Uelleben. Hain, Rudolstadt-Jena 1996, ISBN 3-930215-39-X.
- Namenkunde und geschichtliche Landeskunde. Ein einführender Überblick. Erläuterungen namenkundlicher Fachbegriffe. Auswahlbibliographie zur Namenkunde und Landeskunde Ostmitteldeutschlands. Mit einem kurzen Wegweiser durch das Studium und Beiträgen aus Ostthüringen und Westsachsen. Universitäts-Verlag, Leipzig 2003, ISBN 3-935693-51-6.
- mit Ernst Eichler: Alt-Leipzig und das Leipziger Land: ein historisch-geographisches Namenbuch zur Frühzeit im Elster-Pleißen-Land im Rahmen der Sprach- und Siedlungsgeschichte. Universitäts-Verlag, Leipzig 2010, ISBN 978-3-86583-462-1